# Locust Grove
Locust Grove är en stad (city) i Henry County, i delstaten Georgia, USA. Enligt United States Census Bureau har staden en folkmängd på 5 494 invånare (2011) och en landarea på 27,6 km².